# Eulogio de Vega
Eulogio de Vega Colodrón (Rueda; 21 de enero de 1901-Valladolid; 8 de julio de 1995) fue un labrador y político socialista español. Fue alcalde de su localidad natal y fue un 'topo',  que permaneció escondido hasta 1964, para escapar de la represión franquista.

## Biografía
Eulogio de Vega era labrador. Con quince años ingresó en la Sociedad de Agricultores y Oficios Varios de la UGT. Entre 1923 y 1926 estuvo en Melilla cumpliendo el servicio militar y participó en la Guerra de Marruecos. Allí colaboró con El Socialista, utilizando, al ser soldado, el pseudónimo de «Un joven de Rueda». Al volver a Rueda se casó con Julia de Mota. Antes del estallido de la Guerra Civil tuvieron tres hijos, Eustaquio, Paula y Julio. En 1930 participó en la fundación de la Federación Nacional de Trabajadores de la Tierra. En 1933 fue elegido secretario de la UGT en la provincia de Valladolid.
En las elecciones municipales de abril de 1931 fue elegido concejal, siendo elegido alcalde por los miembros de la corporación. Se mantuvo en el puesto hasta 1934, cuando fue encarcelado por su participación en los sucesos revolucionarios de octubre de dicho año. Tras el triunfo del Frente Popular en las elecciones de febrero de 1936 fue puesto en libertad y retornó a la alcaldía.
Con el triunfo de la sublevación militar de julio de 1936, Eulogio de Vega se escondió. Inicialmente lo hizo en un maizal, luego en un pozo en el que se había excavado una cueva que servía de escondite a otras tres personas. Al llegar el invierno, se ocultó en su casa, con la complicidad de su mujer. En 1944 tuvieron una hija, Josefa, que para alejar sospechas, su mujer tuvo en Úbeda, donde vivían unos familiares, y donde se quedó a vivir, sin saber que Julia, a quien llamaba «tía», era su madre. Sin embargo, fue inscrita en el registro civil con los apellidos de ambos padres, lo que, cuando se casó veinte años después, llevó a la policía a dar con su paradero. El 30 de septiembre de 1964 fue detenido por la policía en su casa. Sin embargo, el tribunal militar le puso en libertad el 1 de octubre, por no encontrar ningún motivo que justificase la detención.
Tras la muerte de Franco, De Vega fue nombrado presidente de la Federación Provincial Socialista de Valladolid, si bien abandonó poco después el cargo.